# إدوارد ميندي
إدوارد أوسك ميندي (بالفرنسية: Édouard Osoque Mendy) (ولد 1 مارس 1992 في فرنسا) هو لاعب كرة قدم سنغالي في مركز حراسة المرمى. يلعب في دوري المحترفين السعودي مع نادي الأهلي ويمثل المنتخب السنغالي.

## مسيرته الكروية

### بداية مسيرته
انضم ميندي إلى أكاديمية الشباب لنادي لوهافر في سن الثالثة عشر، ولكن لم يتم الاستعانة به كثيراً فقرر التراجع واللعب مع نادي (CS Municipaux Le Havre). بدأ ميندي مسيرته الاحترافية مع نادي تشيربورغ، الذي كان يلعب وقتها في الدرجة الثالثة من الدوري الفرنسي. مكث ميندي في تشيربورغ حتى صيف عام 2014، ثم قام نادي أولمبيك مرسيليا بالتعاقد معه. لعب موسم 2015-16 مع فريق مرسيليا الرديف، لكن لم تتاح له الكثير من الفرص للعب.

### ريمس
في بحثه عن مكان له في تشكيلة أساسية، انضم ميندي إلى نادي ستاد ريمس لموسم 2016-2017 في الدرجة الثانية من الدوري الفرنسي. وحصل ميندي فرصته الأولى للعب بعد أن انطرد الحارس الأساسي يوهان كاراسكو حينذاك. وتمكن ميندي من فرض نفسه، فقد حافظ على نظافة شباكه ثلاث مرات خلال مبارياته السبع التالية.
وفي الموسم التالي عزز ميندي مكانه كحارس أساسي للفريق، وساعد ريمس على الإنتصار بلقب الدوري الفرنسي الدرجة الثانية 2017-18 حيث تم ترقيتهم إلى الدرجة الأولى من للموسم التالي.

### رين
في يوم 6 أغسطس 2019، أعلن نادي ستاد رين عن تعاقدهم لميندي من نادي ستاد ريمس مقابل مبلغ غير مذكور.

### تشيلسي
في يوم 24 سبتمبر 2020، أعلن نادي تشيلسي عن تعاقدهم مع ميندي لمدة 5 أعوام مقابل 22 مليون جنيه استرليني. كشف مدرب تشيلسي فرانك لامبارد أن حارس مرمى تشيلسي السابق بيتر تشيك لعب دوراً مهماً في قرار التعاقد مع الدولي السنغالي.

## مسيرته الدولية

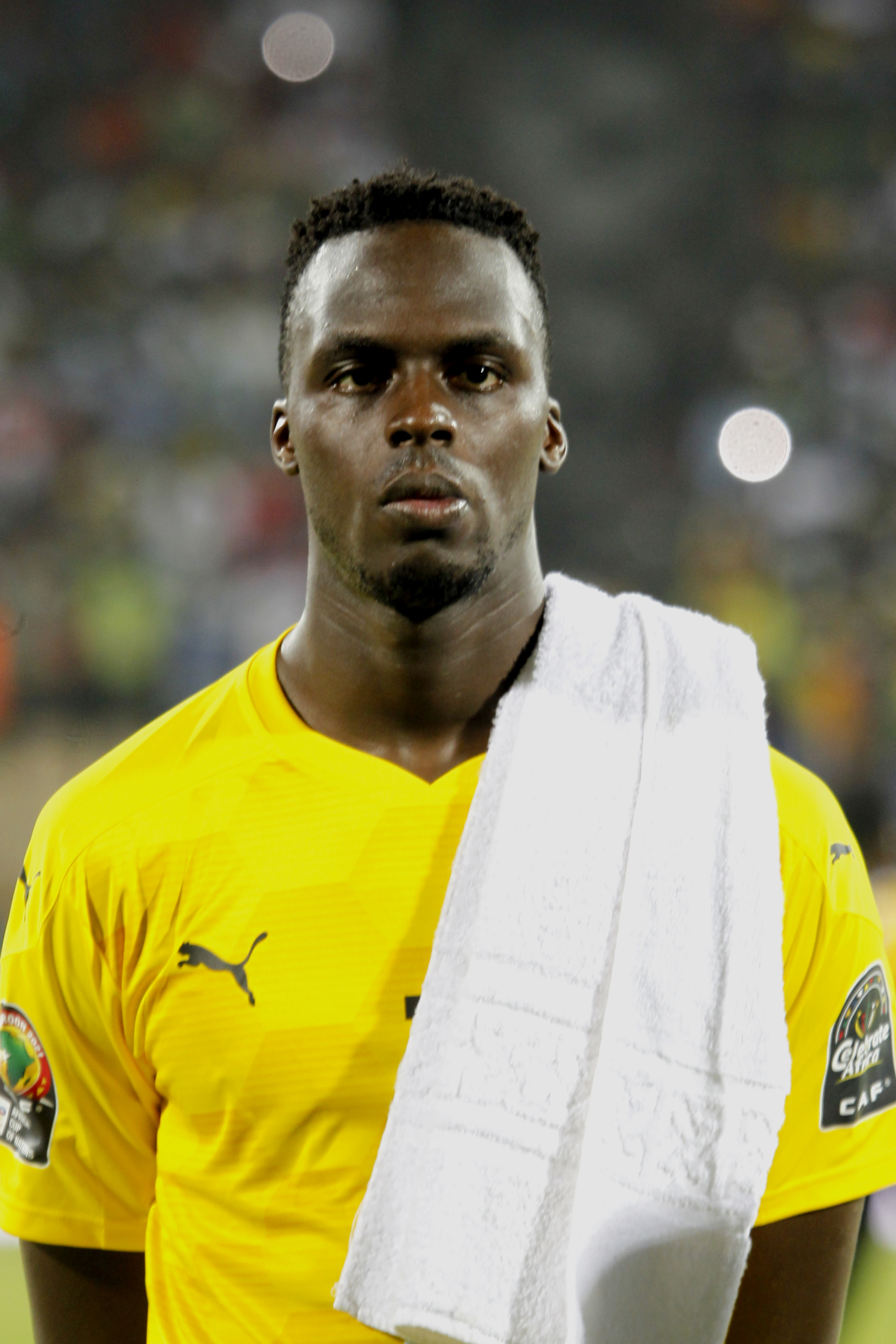
إدوارد ميندي، حارس مرمى سنغالي
2022

ولد ميندي لأم سنغالية وأب من غينيا بيساو. في نوفمبر 2016، استدعته غينيا بيساو للعب في مباريات ودية ضد نادييّ بيلينينسيس وإستوريل البرتغاليين. في ذلك الوقت، كان والده مريضاً جداً وعلى مشارف الموت، مما دفع ميندي لتكريمه باللعب مع منتخب غينيا بيساو. بعد فترة وجيزة تم استدعاء ميندي لمنتخب غينيا بيساو للعب في كأس الأمم الأفريقية 2017 لكنه في النهاية رفض طلبهم وقرر تمثيل منتخب السنغال.
ظهر ميندي لأول مرة مع منتخب السنغال في انتصارهم على غينيا الإستوائية 1-0 في 18 نوفمبر 2018.

## الإنجازات
تشيلسي
- دوري أبطال أوروبا : 2020–21[17]
- كأس السوبر الأوروبي : 2021[18]
- كأس العالم للأندية : 2021

 السنغال
- كأس الأمم الأفريقية : 2021[19]

### فردية
- جائزة أفضل حارس في دوري أبطال أوروبا : 2021[20]
- جائزة أفضل حارس في كأس الأمم الأفريقية : 2021[21]
- كأس الأمم الأفريقية (فريق البطولة) : 2021[22]

## روابط خارجية
- إدوارد ميندي على موقع الاتحاد الأوربي (الإنجليزية)
- إدوارد ميندي على موقع رابطة كرة القدم الفرنسية للمحترفين (الإنجليزية)
- إدوارد ميندي على موقع إي إس بي إن إف سي (الإنجليزية)
- إدوارد ميندي على موقع قاعدة بيانات كرة القدم.إي يو (الإنجليزية)
- إدوارد ميندي على موقع ليكيب (الفرنسية)
- إدوارد ميندي على موقع ناشيونال فوتبول تيمز (الإنجليزية)
- إدوارد ميندي على موقع Soccerbase.com (لاعب) (الإنجليزية)
- إدوارد ميندي على موقع Soccerway.com (الإنجليزية)
- إدوارد ميندي على موقع عالم كرة القدم.نت (الإنجليزية)
- إدوارد ميندي على موقع كووورة